# 후용초등학교
후용초등학교는 대한민국 강원특별자치도 원주시 문막읍 후용리 389에 있었던 공립 초등학교이다. 2000년 문막초등학교에 통합되었다.

## 연혁
- 1947년 3월 21일: 문막초등학교 후용분교장 인가
- 1963년 6월 15일: 후용국민학교로 승격
- 1996년 3월 1일: 후용초등학교로 개칭
- 2000년 3월 1일: 문막초등학교에 통합되어 폐지